# Pterophorus uzungwe
Pterophorus uzungwe là một loài bướm đêm thuộc họ Pterophoridae. Nó được tìm thấy ở Tanzania.
Sải cánh dài 18–19 mm. Con trưởng thành bay vào tháng 8.

## Etymology
The species is được đặt tên theo the type locality.